# 圓關公蟹總科
圓關公蟹總科（學名：Cyclodorippoidea）是短尾下目的一個總科。圓關公蟹總科舊屬肢孔派。Grave et al. (2009)依從Martin & Davis (2001)的建議，認為無論從形態學及分子生物學分析都無法確認肢孔派物種乃單系群，所以將肢孔派的五個總科劃分為三個不同的派:7，而圓關公蟹總科成為了獨自的圓關公蟹派（學名：Cyclodorippoida）:7。不過這項改變不為WoRMS所接納。其後圓關公蟹總科加入了叶鬼蟹科，變成一個有三個科的總科。
其物種棲息於海洋或鹹淡水交界，並沒有淡水物種。

## 分類
該科現時由3個科組成，即：
- 圓關公蟹科（Cyclodorippidae Ortmann, 1892）
- 波紋蟹科（Cymonomidae Bouvier, 1898）：又名絲足蟹科；
- 叶鬼蟹科（Phyllotymolinidae Tavares, 1998）。

## 外部連結
- 維基物種上的相關：圓關公蟹總科